# Wolf Dietrich von Raitenau
Wolf Dietrich von Raitenau (Bregenz, 25 marzo 1559 – Salisburgo, 16 gennaio 1617) fu arcivescovo di Salisburgo.

## Biografia
Wolf Dietrich proveniva da una famiglia della piccola nobiltà della zona del lago di Costanza. Egli era figlio di Hans Werner von Raitenau e di sua moglie, Helene von Hohenems la quale era imparentata con la famiglia italiana dei Medici, era infatti nipote di Giovanni Angelo de' Medici che più tardi divenne papa con il nome di Pio IV. Di conseguenza fu imparentato anche con san Carlo Borromeo.
Intrapresa la carriera ecclesiastica ancora molto giovane, il 2 marzo 1587 venne scelto come candidato di compromesso alla cattedra arcivescovile di Salisburgo dopo che per un breve periodo era stato a capo delle riforme liturgiche dell'area e venne consacrato il 18 ottobre di quello stesso anno dopo che tre giorni prima aveva preso ufficialmente i voti sacerdotali. Fin dall'inizio egli si propose una rigorosissima condotta controriformistica e cacciò tutti i protestanti da Salisburgo nel 1589 e per intensificare l'influsso della Controriforma nel salisburghese accolse in città i cappuccini e gli agostiniani. Wolf Dietrich, in un secondo tempo, cercò però una condotta più tollerante da adottare e venne progressivamente alienato dalla curia. Intrattenne stretti contatti con Tycho Brahe e si preoccupò di stendere una trattatistica nella quale accoglieva l'ideale caro a Machiavelli di assolutismo illuminato, precedendo di oltre un secolo questa tendenza. Il suo temperamento viene descritto all'epoca come riflessivo ed equilibrato, alternato ad imprevedibiltà e violenza.
Fu un importante collezionista d'arte per il suo tempo. Dopo l'incendio del duomo di Salisburgo nel 1598, fece demolire le rovine della cattedrale oltre a 55 case circostanti l'area della chiesa per fare spazio ad un nuovo edificio di dimensioni più grandi che però venne iniziato unicamente sotto il suo successore e con un disegno modificato.
Egli ristrutturò anche la Residenz ovvero il palazzo arcivescovile di Salisburgo che venne demolito nel 1592 e ricostruito più grande e secondo i nuovi canoni stilistici, venendo completato solo nel 1609.
Di lui si sa che ebbe anche una amante, Salome Alt, dalla quale ebbe 15 figli e per la quale fece costruire l'attuale castello di Mirabell.
In conflitto con la Baviera per la politica di occupazione portata avanti a Salisburgo, fu un attento gestore delle saline cittadine. Nel 1611, quando le truppe bavaresi invasero definitivamente la città lo arrestarono nel vicino castello di Moosham e lo costrinsero a dimettersi l'anno successivo a favore del nipote Marcus Sitticus von Hohenems, venne rinchiuso nelle segrete della fortezza cittadina di Hohensalzburg. Nella cella ove venne rinchiuso (distrutta da un incendio nel 1931), aveva lasciato un graffito con inciso: "È l'inganno vil nel mondo...". Nemmeno quando il nipote poté assurgere al trono egli poté essere liberato, ma nonostante la brusca fine del suo regno, la città di Salisburgo deve il suo aspetto barocco in primo luogo a lui.
Alla sua morte, avvenuta in cella nel 1617, l'arcivescovo Raitenau venne sepolto nel mausoleo da lui stesso fatto erigere col nome di Cappella dell'Arcangelo Gabriele nel cimitero di San Sebastiano a Salisburgo.

## Genealogia episcopale e successione apostolica
La genealogia episcopale è:
- Vescovo Otto von Sonnenberg
- Vescovo Friedrich von Zollern
- Vescovo Ruprecht von Pfalz-Simmern
- Vescovo Mathias Schach, O.Cart.
- Vescovo Philipp von der Pfalz
- Cardinale Matthäus Lang von Wellenburg
- Vescovo Ägidius Rehm
- Vescovo Johann Kluspeck, C.R.S.A.
- Vescovo Wolfgang von Salm
- Vescovo Urban Sagstetter
- Arcivescovo Johann Jakob von Kuen-Belasy
- Vescovo Urban von Trennbach
- Arcivescovo Wolf Dietrich von Raitenau

La successione apostolica è:
- Vescovo Sebastian Cattaneo, O.P. (1589)
- Cardinale Alfonso Visconti, C.O. (1591)
- Vescovo Johann Jakob von Lamberg (1603)
- Vescovo Ehrenfried von Kuenburg (1610)